# 韩国迁都计划
韩国迁都问题是指大韓民國在2005年初公佈的將首都由首爾遷往世宗計劃。

## 背景及遷都原因
1948年8月，大韓民國成立，建都漢城（中文名稱於2005年改為首爾）。建國不久便經歷韓戰，其後大韓民國經濟不斷發展，首爾作為全國政治、經濟和文化中心，到2000年左右，首都圈（包括首爾、仁川及其他周邊衛星城鎮）面積近2000平方公里，人口激增，近一半人口居住在首都圈。導致遷都的原因，歸納於以下各點：

### 首爾地利漸失
首爾位處漢江，自古以來就是朝鮮半島的政治、經濟、文化的中心。但它距離最北的地方和朝鮮民主主義人民共和國（北韓）的臨時軍事分界線（三八線）只相距40公里，朝鮮和韓國南北兩大政權自朝鲜战争以來，兩國在1953年只簽訂了《朝鲜停战协定》，因此實際上是維持在作戰狀態，并不是结束战争。早在1970年代冷戰時期，首爾地理上的弱勢，促使當時大韓民國政府動議遷都。隨著近年駐韓美軍的戰略調整，從首爾周邊向南撤至中部地方，令首爾軍事保障漸失，遷都「避戰」呼聲漸高。

### 都市化惡象呈現
另外，韓國戰後的城市經濟發展著重於首爾，令首都圈集中了全國半數的人口和七成的經濟力量，相對制約了其他地區的發展。同時，不均衡的區域發展及過大的都市規模（首爾為世界上第十大都市圈）伴隨著人口密集、地價飛漲、交通擁擠、環境污染等城市化惡象，阻礙可持續發展。

### 政治因素
前總統盧武鉉在2002年底總統大選期間將遷都作為競選口號之一，贏得中部選民的選票。而在野大國家黨的總統候選人李會昌也因為反對遷都對因素，以致失去支持而在選舉失敗。盧武鉉當選總統後，必須要履行承諾，亦証明遷都是得到朝野的支持。

## 遷都議案
大韓民國希望透過遷都到中部地區，將新首都發展以輻射各方向的模式，令全國各地區均衡發展，和將行政權力（新首都）和經濟首都（首爾）分均，避免過份依賴首爾。國會通過了《地方分權特別法》和《國家均衡發展特別法》，旨在配合行政首都遷移，解決中央與地方的權力分配和協調，促進地區經濟和社會的均衡發展。

## 新首都候選地點
大韓民國國會於2003年12月通過了《新行政首都特別法》，為遷移行政首都奠定了法律基礎（雖然首爾市議會通過了一項反對遷都的決議，當中質疑《新行政首都特別法》有否違憲）。2004年6月15日，新行政首都推進委員會公佈了新都的4個候選地點：
- 忠清北道陰城郡與鎮川郡
- 忠清南道天安市
- 忠清南道燕岐郡與公州市
- 公州市與論山郡的交界地帶

候選地點均佔地超過7000萬平方米，可置人口50多萬。這些選址的現狀均為郊野和農地。其中兩處候選地點都涉及公州市，是指這兩地都有公州市的管轄地帶。

## 世宗：新首都的選址
2004年7月5日，大韓民國政府公佈了新行政首都候選地綜合評價結果，「燕岐—公州」方案得分最高（88.96分），因此成為大韓民國的新行政首都。
燕岐—公州獲選的因素包括：
- 豐富的水資源（美湖川、錦江匯合處）
- 發達的交通路網（靠近高速鐵路和京釜高速公路）
- 較多未開發土地

按照政府時間表，地區規劃設計會在2006年上半年內完成。由2007年起施工，2012年起政府部門遷入新址，分階段搬遷計劃直至2030年為止。據了解，被列入遷移計劃的國家機關總數為85個，其中包括74個行政機關和11個司法機關，需要遷移的工作人員約2.36萬人。
韓國政府為確定新行政首都的名字，專門成立由專家組成的命名委員會，在對社會各界推荐的2,163個名稱進行評審並經民意調查後，最終選擇了以朝鮮王朝第四代君王世宗大王為名的“世宗特別自治市”。

## 反對遷都的聲音
反對遷都的聲音，主要是來自當時的在野黨大國家黨、及在首爾和新首都選址的反對人士。
多數的反對意見是認為建新首都花費巨大，初步估計建設和搬遷政府機關的費用達45.6兆韓元（約391.7億美元），政府需要用民間籌資34.3兆韓元，會令國家財政負擔加重。另外，首都由首爾撤走，令原本在首爾投資的投資者卻步，破壞首爾的國際地位和形象。
亦有民眾認為遷都關係到國家長遠發展，應以全民公投表決。

## 迁都方案的修正
反对迁都的大国家党上台后，总理郑云灿2009年9月表示将对世宗市建设规划方案进行修改，并于2010年初公布了世宗市建设规划修正案。新的方案中完全废除了政府部门迁往世宗市的计划，世宗市也将不再建设成为行政中心，而是建设成以教育、科学、经济为中心的城市。韩国国会常任委员会国土海洋委员会于6月22日否决了该修正案，随后大国家党的66名议员联名向国会正式会议提请复议。2010年6月29日韩国国会召开正式会议，否决总统李明博取消将逾半南韓中央政府部会迁至南韓中部世宗市的方案。2010年7月29日，韓國總理鄭雲燦因此辭職。
青瓦台在2014年，将“9部2处2厅”确定迁往位于首尔以南160公里处的世宗。南韓中央政府共有15个部会，续留首尔的中枢机关将包含青瓦台、国会、国防部及外交部。